# Bonne nuit Connor
Bonne nuit Connor est le 16e épisode de la saison 3 de la série télévisée Angel.

## Synopsis
Angel Investigations s'occupe du cas de Kim, une jeune chanteuse qui se transforme par moments en démon après avoir été infectée par l'un d'eux, membre de son ancien groupe. Fred et Wesley découvrent qu'elle peut être soignée et Angel, Gunn et Fred partent tuer ces démons pendant que Wesley, toujours inquiet au sujet de la prophétie qui dit qu'Angel va tuer Connor, part secrètement voir Holtz. Holtz lui donne un jour pour empêcher Angel de tuer son fils. Le comportement d'Angel est de plus en plus violent et Lorne émet l'hypothèse que le sang de cochon qu'il boit est empoisonné. Il s'avère que ce sang a été mélangé avec celui de Connor. Angel rencontre ensuite Lilah Morgan et Sahjhan, comprenant que c'est ce dernier qui a fait voyager Holtz dans le temps. 
Wesley se prépare à enlever Connor mais Lorne devine ses intentions. Wesley l'assomme et quitte ensuite l'hôtel Hyperion après avoir dit à Angel qu'il gardait son fils pour la nuit. Holtz et ses hommes attaquent l'hôtel avant de battre en retraite et Lorne, qui s'est réveillé et est intervenu pendant le combat, apprend à ses équipiers que Wesley a enlevé Connor. Angel, furieux, se bat avec Gunn avant d'être calmé par Fred et de faire avouer à l'un des hommes de Holtz où celui-ci a son repaire. Pendant ce temps, Wesley est surpris par Justine Cooper, qui lui tranche la gorge et s'empare de Connor. Angel retrouve Holtz, Justine et son fils en même temps que Lilah et son équipe. Sahjhan apparaît alors pour tuer l'enfant et Lilah rompt son accord avec lui en révélant qu'elle veut Connor vivant. Sahjhan ouvre un portail vers une dimension démoniaque en expliquant que tout le monde y sera précipité si Connor n'est pas tué. Holtz saute dans le portail avec Connor dans les bras et, lorsque Angel tente de les suivre, le portail se referme. Angel reste seul, pleurant la disparition de son fils.

## Statut particulier
Cet épisode marque le tournant de la saison avec l'enlèvement de Connor, que Holtz emmène sur Quor-Toth. Nikki Stafford, dans Once Bitten, estime que l'épisode a « l'étoffe d'un final de saison », que les effets spéciaux du portail dimensionnel sont « incroyables » et que les interprétations de David Boreanaz et d'Alexis Denisof sont « remarquables ». Daniel Erenberg, de Slayage, qui le compte comme un double épisode avec le suivant, estime que ce sont « les meilleurs épisodes de la troisième saison » et qu'ils sont « déchirants et brillants ». Pour Noel Murray, de The A.V. Club, la scène de l'enlèvement de Connor par Wesley est « extraordinaire sur le plan de l'écriture, de la réalisation et de l'interprétation » et ce qui suit est « tout aussi surprenant ». Ryan Bovay, de Critically Touched, lui donne la note de A, évoquant l'un des épisodes de la série les plus efficaces d'un point de vue dramatique, « une vraie tragédie dans le sens le plus épique du terme » à laquelle il ne manque qu'une « thématique plus profonde » et une meilleure musique pour compter parmi les meilleurs épisodes de la série.

## Distribution

### Acteurs crédités au générique
- David Boreanaz : Angel
- Charisma Carpenter : Cordelia Chase (créditée mais n'apparaît pas)
- Alexis Denisof : Wesley Wyndam-Pryce
- J. August Richards : Charles Gunn
- Amy Acker : Winifred « Fred » Burkle

### Acteurs crédités en début d'épisode
- Andy Hallett : Lorne
- Stephanie Romanov : Lilah Morgan
- Laurel Holloman : Justine Cooper
- Jack Conley : Sahjhan
- Marina Benedict : Kim
- Keith Szarabajka : Daniel Holtz